# سديد الدين الكاشغري
سديد الدين أبو عبد الله محمد بن محمد بن الرشيد بن علي الكاشغري (ت. 705 هـ) هو فقيه، أصله من كاشغر. كان حنفيا ثم تحول شافعياً.

## رحلاته في طلب العلم
بدأت رحلته الى مكة عندما قصدها حاجا، فاقام فيها أربع عشرة سنة أخذ العلم على يد أكابر علمائها في تلك الفترة، ثم بعد ذلك رحل إلى اليمن؛ وكان عارفا بالنحو واللغة، وأخذ التفسير والوعظ على القاضي بهاء الدين في المدرسة المظفرية بتعز واتخذ أراضي في ساحل موزع وغرس فيها نخلاً كثيرا يختلف إليه في أيام ثمره ثم يعود إلى مدينة تعز.

## وفاته
توفي الكاشغري في ساحل موزع سنة 705 هـ.

## مؤلفاته
- منية المصلي وغنية المبتدي في الفروع، وهو كتاب معروف متداول بين الحنفية، شرحه إبراهيم بن محمد الحلبي، فألف شرحا جامعا كبيرا في مجلد سماه غنية المتملي فاقبل عليه الناس وتلقوه بالقبول.
- مجمع الغرائب ومنبع العجائب، يدخل في أربع مجلدات، صنفه عندما كان بمكة.
- طلبة الطلبة في طريق العلم لمن طلبه.
- أختصر كتاب أسد الغابة في معرفة الصحابة.
- تاج السعادة.